# Realismo mágico
El realismo mágico es un movimiento literario y pictórico que surge a principio del siglo XX, como parte de las vanguardias y se define por su preocupación estilística y el interés de mostrar lo irreal o extraño como algo cotidiano y común.
El término fue acuñado inicialmente en el ámbito de la pintura por el crítico de arte alemán Franz Roh para describir obras que representaban una realidad alterada. Llegó al idioma español con la traducción en 1925 del libro Realismo mágico de Roh. Posteriormente, en 1948, el escritor venezolano Arturo Uslar Pietri introdujo el concepto en la literatura al utilizarlo en su ensayo Letras y hombres de Venezuela, donde señaló que este tipo de narrativa consideraba al "hombre como misterio en medio de datos realistas", una "adivinación poética o una negación poética de la realidad". Esta sensibilidad estética tuvo sus precursores en la década de 1920 y 1930 con escritores latinoamericanos como Miguel Ángel Asturias, Arturo Uslar Pietri, Demetrio Aguilera Malta, Alejo Carpentier y José de la Cuadra, quienes comenzaron a incorporar la realidad indígena, negra y mestiza en sus obras, en el contexto de las vanguardias latinoamericanas y europeas.

## Historia

### Etimología
El término fue usado por el crítico de arte alemán Franz Roh, para describir una pintura que demostraba una realidad alterada, y llegó al idioma español con la traducción en 1925 del libro Realismo mágico (Revista de Occidente, 1925). 
En 1948, fue introducido a la literatura por el escritor venezolano Arturo Uslar Pietri, quien leyó el ensayo de Franz Roh en los años 20, y lo utiliza en su ensayo Letras y hombres de Venezuela (1948). Señala Uslar: 

Lo que vino a predominar en el cuento y a marcar su huella de una manera perdurable fue la consideración del hombre como misterio en medio de datos realistas. Una adivinación poética o una negación poética de la realidad. Lo que a falta de otra palabra podrá llamarse un realismo mágico.

En su libro de ensayos de 1951, La nubes, en un texto denominado Lo criollo en la literatura, Uslar Pietri amplía esta idea, diciendo lo siguiente:

Hay en la literatura hispanoamericana cierta forma de realismo que no es sino realismo de primitivo. Una realidad reelaborada por el estilo y por la concepción general del sujeto. Una como perspectiva de primitivo que hace que el pájaro del árbol del fondo resulte tan grande como la cabeza del personaje del primer plano.

Esta estilización primitiva de lo natural y de lo subjetivo rechaza la mera copia de la realidad y es un aspecto del sometimiento del criollo a una forma rígidamente concebida y elaborada.
Hay una perspectiva de primitivo en aquel tapiz de mil flores que es la Silva de Bello, y el Facundo, de Sarmiento, y en la poesía de Darío, y en la selva de Rivera, y en casi toda la combinación del paisaje, personaje y acción de la novela.
No sólo sabe a primitivo la literatura criolla por la estilización rígida, sino también por la abundante presencia de elementos mágicos, por la tendencia a lo mítico y lo simbólico y el predominio de la intuición.
Lo más de ella está concebido como epopeya primitiva, en la que el héroe lucha contra la naturaleza, contra la fatalidad, contra el mal. Es una literatura de símbolos y de arquetipos. El mal y el bien luchan con fórmulas mágicas.
Valor mágico tienen las más de las fórmulas y de los conceptos de los pensadores, de los poetas y de los novelistas. Expresan antítesis insolubles, en actitud pasional y devocional. El poeta lanza su conjuro contra el poder maléfico. El novelista describe la epopeya de la lucha contra el mal, que es la naturaleza enemiga, o la herejía, o la barbarie. El héroe moral representa la civilización y lucha contra la barbarie que, a veces, no es sino la avasalladora naturaleza.

Es, por eso, una literatura de la intuición, la emoción y el sentimiento. Sentidor más que pensador, dirá Unamuno de Martí, que es uno de los más representativos. Las novelas de Azuela, Gallegos, Güiraldes, Alegría, son míticas y mágicas. La misma actitud mágica e intuitiva que caracteriza la poesía de Neruda define lo más valioso del moderno cuento hispanoamericano, y es la esencia de lo que debía ser el pensamiento de los más influyentes pensadores. Qué otra cosa que una fórmula mágica es el conjuro de Vasconcelos: «Por mi raza hablará el espíritu».

### Precursores
Se trata de una sensibilidad estética que surge en la década de los 20 y 30, con escritores como  Miguel Ángel Asturias, Arturo Uslar Pietri, Demetrio Aguilera Malta, Alejo Carpentier y José de la Cuadra empiezan a considerar la realidad indígena, negra y mestiza de América Latina en su obra, todo esto en el contexto de las vanguardias latinoamericanas y europeas. En esta época surgen obras precursoras del género: Leyendas de Guatemala (1930) de Asturias, Las lanzas coloradas (1931) de Uslar Pietri, Don Goyo (1933) de Aguilera Malta, ¡Ecué-Yamba-O! (1933) de Carpentier, Los Sangurimas (1934) de De la Cuadra.
Como referente literario previo al uso del término realismo mágico por parte de Uslar Pietri, debe citarse a Massimo Bontempelli quien, en 1919, "conquista gran popularidad al publicar sus novelas del ciclo la 'Vida intensa', iniciándose en una literatura —según nota de Nino Frank en el 'Dictionnaire des Auteurs', de Laffont-Bompiani— que sacrifica la corriente convencional de la época, a la manera de Anatole France, convirtiéndose en una especie de apóstol de lo que se conoció como realismo mágico".
En Las lanzas coloradas, Uslar utiliza una prosa rítmica, sensorial, que sumerge al lector en una especie de trance, que le permite revivir las acciones de los personajes y que evoca una consciencia como “un flujo irrepetible de experiencia difusa en el cual todas las fronteras claras del yo individual parecen estar sumergidas”. Esta intención de evocar las profundidades de la consciencia o del inconsciente "se plasman en el popular inicio de la novela donde se establece un patrón rítmico con la aliteración de sonidos y la presencia de interjecciones:

¡Noche oscura! Venía chorreando el agua, chorreando, chorreando, como si ordeñaran el cielo. La luz era de lechuza y la gente del mentado Matías venía enchumbada hasta el cogollo y temblando arriba de las bestias. Los caballos planeaban, ¡zuaj! Y se iban de boca por el pantanero. El frío puyaba la carne, y a cada rato se prendía un relámpago amarillo, como el pecho de un Cristofué. ¡Y tambor y tambor y el agua que chorreaba!

La literatura montuvia ha estado ligada al realismo mágico desde sus inicios con el Grupo de Guayaquil. En 1933 se publicaría en Madrid Don Goyo, el escritor Aguilera Malta, donde retrata de manera mítica la relación de los montuvios con la naturaleza, el Río Guayas y el manglar. Posteriormente con el auge del realismo mágico durante el boom escribiría Siete lunas y siete serpientes, publicado en México.  Luego, en 1935, Uslar Pietri publica su cuento La Lluvia, en el que relata de forma realista y misteriosa, la llegada y la desaparición, con la lluvia, de un extraño visitante. En 1949, Miguel Ángel Asturias publicó en Buenos Aires su novela Hombres de maíz, también considerada una precursora del realismo mágico. En el caso de Chile, la obra de la escritora chilena María Luisa Bombal también tuvo una influencia en el movimiento.

### El realismo mágico y lo real maravilloso
Aunque De la Cuadra ha sido considerado como precursor del realismo mágico al publicar en 1934 Los Sangurimas, existen escritores que consideran que esa obra forma parte más bien de lo real maravilloso, término que sería definido posteriormente por Alejo Carpentier. Esto se debe a que si bien su argumento, que gira alrededor de la historia de una familia montuvia de la costa, guarda mucha similitud con Cien años de soledad, existen diferencias estéticas que lo vincularían con lo real maravilloso. Ya en 1949, el escritor cubano Alejo Carpentier, radicado en Caracas desde 1948, introdujo la noción de lo real maravilloso y del neobarroco latinoamericano en el prólogo de su novela El reino de este mundo.
El crítico venezolano Víctor Bravo señala que la noción de realismo mágico nació casi de manera simultánea con la de real maravilloso: "La formulación inicial de una y otra noción —como referencia a un modo de producción literaria latinoamericana— se hace casi de manera simultánea. En 1947, Arturo Uslar Pietri introduce el término "realismo mágico" para referirse a la cuentística venezolana; en 1949 Alejo Carpentier habla de "lo real maravilloso" para introducir la novela El reino de este mundo".
Además del origen distinto de ambos términos, el realismo mágico suele caracterizarse por un estilo más sobrio y preciso en comparación con el barroquismo de "lo real maravilloso", aunque también puede ser poético y evocador. Por otro lado, la verosimilitud es también una de las principales diferencias. En el caso de lo real maravilloso, la verosimilitud se basa en la aceptación implícita de lo extraordinario como parte intrínseca de la realidad representada. Los elementos maravillosos no necesitan explicación lógica dentro del mundo de la obra porque se presentan como algo natural y cotidiano en ese contexto específico (la realidad latinoamericana). El asombro reside en el lector que descubre esta peculiaridad. Por otro lado en el realismo mágico la verosimilitud se logra a través de la yuxtaposición de lo realista y lo mágico presentado con la misma naturalidad. Lo fantástico irrumpe en un mundo que inicialmente se presenta como reconocible, generando un efecto de extrañamiento y cuestionamiento de la realidad.

## Exponentes

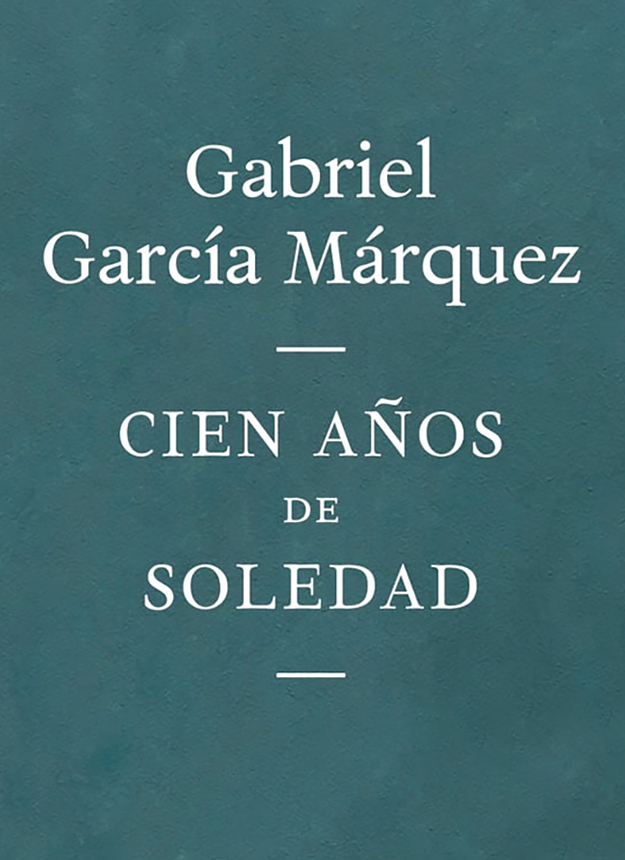
Cien años de soledad

Durante la segunda mitad del siglo XX el realismo mágico se desarrolló a través de autores como Juan Rulfo y Elena Garro con sus novelas Pedro Páramo (1955) y Los recuerdos del porvenir (1963), respectivamente, o el colombiano Gabriel García Márquez con Cien años de soledad (1967), entre otros.
También destacan autores como el brasileño Jorge Amado con su novela Doña Flor y sus dos maridos. Se incluye también a Carlos Fuentes con su novela Aura y al guatemalteco Miguel Ángel Asturias. 
Otros representantes importantes del realismo mágico fue Elena Garro con Los recuerdos del porvenir y María Granata, que publicó Los viernes de la eternidad (1964). Algunos autores con obras emblemáticas del género son el venezolano Adriano González León con País Portátil, la cubano-estadounidensese Mireya Robles con Hagiografía de Narcisa la Bella, Laura Esquivel con Como agua para chocolate y la chilena Isabel Allende con La casa de los espíritus, el argentino Manuel Mujica Lainez, con Bomarzo. Podrían incorporarse al grupo, en el siglo XXI, las obras de los mexicanos Rodolfo Naró y Felipe Montes.
El hecho de que el realismo mágico como movimiento literario surgiese en Latinoamérica, sumado a la popularidad que obtuvo el Boom de la literatura latinoamericana de los años sesenta, ha llevado a que mucha gente asocie a la región con este movimiento literario. Aun así, hay autores de otras regiones que han desarrollado una obra que formaría parte de dicho movimiento, como es el caso de Haruki Murakami, que es su exponente más reconocido en la literatura japonesa contemporánea. El alemán Günter Grass, el indobritánico Salman Rushdie, el checo Milan Kundera y el portugués José Saramago han sido, en numerosas ocasiones, catalogados dentro de esta tendencia por la crítica especializada. En España, podría considerarse la novela Industrias y andanzas de Alfanhuí, de Rafael Sánchez Ferlosio, como un ejemplo de realismo mágico.

## Características del realismo mágico
Los siguientes elementos están presentes en muchas obras del realismo mágico, pero no necesariamente todos se encuentran en ellas. Además, algunas obras pertenecientes a otros géneros también pueden presentar características muy similares:
- Predominio de "narrador impasible". El narrador presenta los hechos generando una atmósfera de normalidad aunque se trate de sucesos extraordinarios.
- Contenido de elementos mágicos/fantásticos percibidos por los personajes en general como parte de la "normalidad".
- Elementos mágicos tal vez intuitivos, pero (por lo general) nunca explicados.
- Presencia de lo sensorial como parte de la percepción de la realidad.
- Presencia del paisaje y/o climas reforzando las emociones de los personajes.
- Alusión a referencias socioculturales de los ámbitos más populares y/o pobres de las comunidades.
- Los hechos son reales pero tienen una connotación fantástica, ya que algunos no tienen explicación, o es muy improbable que ocurran.
- Lo verídico: ciertos hechos precisos ocurridos en Latinoamérica participan de la irrealidad y constituyen la base de muchas narraciones.
- Los personajes pueden sufrir ciertas metamorfosis como lo hacen en los cuentos maravillosos.

### Tiempo
Encontramos cinco posturas:
1. Temporalidad no lineal: las acciones no siguen el curso lógico del tiempo.
2. Ruptura de planos temporales: mezcla de tiempo presente con tiempo pasado (regresiones) y tiempo futuro (adelantos). Además, se fragmenta el texto en secuencias que no concuerdan en tiempo ni espacio.
3. Tiempo estático: el tiempo cronológico se detiene, es como si no trascendiera. En cambio, fluyen los pensamientos de los personajes.
4. Tiempo invertido: es el más contradictorio. Se trastoca el curso del tiempo y se cambia la secuencia natural del día hacia la noche o viceversa. Por ejemplo: "Era el amanecer. Se hizo la noche".
5. Narrativa circular: el final lo pasa al principio.

## El realismo mágico y la literatura fantástica
Ambos son producto de la transgresión del límite entre lo real y lo irreal. El realismo mágico forma parte de la literatura fantástica y a la vez se diferencia. Forma parte porque muchos de los procedimientos que se aplican son los mismos: la metamorfosis, tratar lo desconocido como real, la visión subjetiva de los hechos, la irrupción de lo inverosímil, etc. Es decir, lo fantástico es la irrupción de lo irreal en lo real y funciona como una advertencia; el realismo mágico es lo irreal en el mundo real como espectáculo.
Se diferencia de la literatura fantástica porque esta tiene su poderosa manifestación romántica en el siglo pasado en Europa; en Latinoamérica tiene caracteres propios. El realismo mágico no tiene sus mayores referentes en Europa, es casi exclusivo de Latinoamérica. También podríamos considerar que la literatura fantástica, Garmendia, Borges y Cortázar, es urbana; el realismo mágico pertenece a los poblados, al campo, a la montaña.